# Europamästerskapen i friidrott 2024 – Herrarnas spjutkastning
Herrarnas spjutkastning vid europamästerskapen i friidrott 2024 avgjordes mellan den 11 och 12 juni 2024 på Olympiastadion i Rom i Italien.
Guldet togs av tjeckiske Jakub Vadlejch efter ett kast på 88,65 meter. Silvret togs av tyske Julian Weber och bronset togs av finländske Oliver Helander.

## Rekord
| Rekord inför EM 2024 | Rekord inför EM 2024 | Rekord inför EM 2024 | Rekord inför EM 2024 | Rekord inför EM 2024 |
| -------------------- | -------------------- | -------------------- | -------------------- | -------------------- |
| Världsrekord         | Jan Železný (CZE)    | 98,48 m              | Jena, Tyskland       | 25 maj 1996          |
| Europarekord         | Jan Železný (CZE)    | 98,48 m              | Jena, Tyskland       | 25 maj 1996          |
| Mästerskapsrekord    | Steve Backley (GBR)  | 89,72 m              | Budapest, Ungern     | 23 augusti 1998      |
| Världsårsbästa       | Max Dehning (GER)    | 90,20 m              | Halle, Tyskland      | 25 februari 2024     |
| Europaårsbästa       | Max Dehning (GER)    | 90,20 m              | Halle, Tyskland      | 25 februari 2024     |

## Program
Alla tider är lokal tid (UTC+1)
| Datum        | Tid   | Omgång |
| ------------ | ----- | ------ |
| 11 juni 2024 | 13:00 | Kval   |
| 12 juni 2024 | 20:28 | Final  |

## Resultat

### Kval
Kvalregler: Kast på minst 82,00 meter 0Q0 eller de 12 friidrottare med längst kast 0q0 gick vidare till finalen.
| Placering | Grupp | Namn                     | Nationalitet | #1    | #2    | #3    | Distans | Noteringar |
| --------- | ----- | ------------------------ | ------------ | ----- | ----- | ----- | ------- | ---------- |
| 1         | B     | Julian Weber             | Tyskland     | 78,76 | 80,18 | 85,01 | 85,01   | 0Q0        |
| 2         | A     | Edis Matusevičius        | Litauen      | 78,88 | 79,60 | 84,82 | 84,82   | 0Q0        |
| 3         | A     | Oliver Helander          | Finland      | 84,35 |       |       | 84,35   | 0Q0        |
| 4         | B     | Jakub Vadlejch           | Tjeckien     | 83,36 |       |       | 83,36   | 0Q0        |
| 5         | B     | Toni Keränen             | Finland      | 76,64 | 82,77 |       | 82,77   | 0Q0, 0SB0  |
| 6         | A     | Patriks Gailums          | Lettland     | 73,77 | x     | 82,39 | 82,39   | 0Q0, 0SB0  |
| 7         | A     | Andrian Mardare          | Moldavien    | 78,59 | 78,49 | 82,18 | 82,18   | 0Q0, 0SB0  |
| 8         | B     | Artur Felfner            | Ukraina      | 81,74 | –     | –     | 81,74   | 0q0        |
| 9         | B     | Marcin Krukowski         | Polen        | 81,72 | –     | –     | 81,72   | 0q0        |
| 10        | A     | Teuraiterai Tupaia       | Frankrike    | 80,63 | 79,29 | 81,46 | 81,46   | 0q0        |
| 11        | B     | Lassi Etelätalo          | Finland      | 80,56 | 78,12 | 80,83 | 80,83   | 0q0        |
| 12        | A     | Max Dehning              | Tyskland     | 74,13 | 80,52 | 77,52 | 80,52   | 0q0        |
| 13        | A     | Dawid Wegner             | Polen        | 72,61 | 79,35 | 76,98 | 79,35   |            |
| 14        | B     | Gatis Čakšs              | Lettland     | 75,24 | x     | 79,22 | 79,22   |            |
| 15        | A     | Leandro Ramos            | Portugal     | x     | 79,17 | 74,64 | 79,17   |            |
| 16        | B     | Cyprian Mrzygłód         | Polen        | 77,93 | 77,87 | x     | 77,93   |            |
| 17        | B     | Alexandru Novac          | Rumänien     | 77,57 | x     | 73,92 | 77,57   |            |
| 18        | A     | Ioannis Kyriazis         | Grekland     | 77,54 | 73,96 | x     | 77,54   |            |
| 19        | A     | Timothy Herman           | Belgien      | 77,03 | 77,35 | 74,36 | 77,35   |            |
| 20        | B     | Sindri Hrafn Guðmundsson | Island       | 77,30 | 75,93 | x     | 77,30   |            |
| 21        | A     | Manu Quijera             | Spanien      | x     | 75,38 | 75,61 | 75,61   |            |
| 22        | A     | Kasper Sagen             | Norge        | 74,50 | x     | 72,89 | 74,50   |            |
| 23        | B     | Jakub Kubínec            | Slovakien    | 72,16 | 69,00 | x     | 72,16   |            |
| 24        | A     | Norbert Rivasz-Tóth      | Ungern       | 71,32 | 69,80 | x     | 71,32   |            |
| 25        | B     | Arthur Wiborg Petersen   | Danmark      | x     | 71,20 | x     | 71,20   |            |
| 26        | A     | Dagbjartur Daði Jónsson  | Island       | 70,44 | x     | 68,09 | 70,44   |            |
| 27        | B     | György Herczeg           | Ungern       | x     | x     | 65,00 | 65,00   |            |
| 99        | A     | Jaroslav Jílek           | Tjeckien     | x     | x     | x     | NM      |            |
| 99        | B     | Martin Konečný           | Tjeckien     | x     | x     | x     | NM      |            |
| 99        | B     | Rolands Štrobinders      | Lettland     | x     | x     | x     | NM      |            |

### Final
| Placering | Namn               | Nationalitet | #1    | #2    | #3    | #4    | #5    | #6    | Distans | Noteringar |
| --------- | ------------------ | ------------ | ----- | ----- | ----- | ----- | ----- | ----- | ------- | ---------- |
| 1         | Jakub Vadlejch     | Tjeckien     | 81,26 | 79,44 | 84,66 | 83,40 | 79,47 | 88,65 | 88,65   | 0SB0       |
| 2         | Julian Weber       | Tyskland     | 85,94 | 80,12 | 82,21 | 82,43 | 80,80 | 84,62 | 85,94   |            |
| 3         | Oliver Helander    | Finland      | 77,65 | x     | 85,75 | x     | –     | x     | 85,75   | 0SB0       |
| 4         | Edis Matusevičius  | Litauen      | 79,54 | 80,12 | 82,81 | 82,76 | 83,96 | 77,35 | 83,96   |            |
| 5         | Teuraiterai Tupaia | Frankrike    | 82,98 | –     | –     | r     |       |       | 82,98   |            |
| 6         | Lassi Etelätalo    | Finland      | 78,09 | 78,56 | 82,80 | –     | x     | x     | 82,80   | 0SB0       |
| 7         | Patriks Gailums    | Lettland     | 78,11 | 75,90 | 82,28 | x     | 76,23 | x     | 82,28   |            |
| 8         | Artur Felfner      | Ukraina      | 81,38 | x     | x     | x     | x     | x     | 81,38   |            |
| 9         | Marcin Krukowski   | Polen        | 80,06 | 81,24 | 79,48 |       |       |       | 81,24   |            |
| 10        | Toni Keränen       | Finland      | 78,41 | 76,69 | 80,76 |       |       |       | 80,76   |            |
| 11        | Andrian Mardare    | Moldavien    | 80,22 | 79,01 | x     |       |       |       | 80,22   |            |
| 12        | Max Dehning        | Tyskland     | 75,66 | 74,68 | 76,16 |       |       |       | 76,16   |            |